# Cyathea caudata
Cyathea caudata är en ormbunkeart som först beskrevs av John Smith, och fick sitt nu gällande namn av Edwin Bingham Copeland. Cyathea caudata ingår i släktet Cyathea och familjen Cyatheaceae. Inga underarter finns listade.